# マナンタリ湖

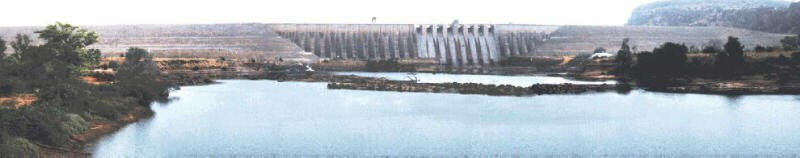
マナンタリダム

マナンタリ湖（マナンタリこ）は、マリ共和国にある、セネガル川水系バフィン川に1989年に建設されたマナンタリダムによって作られた人造湖である。
面積477km2、水量113億m3。

地図右下部にBafingと書いているのがバフィン川で、その途中に書かれている湖がマナンタリ湖である。

湖ができたことで12000人が移住を余儀なくされ、120km2の森林が水没した。また、バフィン川およびセネガル川での洪水がほぼなくなり、季節的な洪水に依存していた伝統的な農業に影響を与えた。一方、ダム下流での安定した航行や、周辺への灌漑、商業漁業の場といった利益ももたらしている。また、ダムでは5基のカプラン水車を用いた水力発電も行われており、その合計出力は200 (MW)である。

## 文献
- Knaap, M. van der. Status of fish stocks and fisheries of thirteen medium-sized African reservoirs. CIFA Technical Paper. No. 26. Rome, FAO. 1994. 107p.
- William R. Jobin (1999). Dams and Disease: Ecological Design and Health Impacts of Large Dams, Canals, and Irrigation Systems. Taylor & Francis. ISBN 0419223606